# МБАЛ „Уни Хоспитал“
МБАЛ „Уни Хоспитал“ е частно лечебно заведение в Панагюрище, България.

## История
Болницата е изградена върху реновираната сграда на бившата общинска болница в Панагюрище. През 2015 г. е направена реконструкция на сградата, както и построяване на свързан с нея онкологичен комплекс.
В болницата има 325 легла, а в нея работят над 600 души медицински и немедицински персонал.

## Структура
В МБАЛ „Уни Хоспитал“ има следните
отделения:
- Медицински център
- Онкологичен център:
  - Отделение по медицинска онкология
  - Отделение по лъчелечение
  - Отделение по нуклеарна медицина
- Медицински дейности
  - Клинична лаборатория
  - Вирусологична лаборатория
  - Клинична микробиология
  - Отделение по обща и клинична патология
  - Лаборатория по трансфузионна хематология
  - Отделение по образна диагностика
  - Болнична аптека
- Клиники и отделения
  - Отделение по анестезиология и интензивно лечение
  - Отделение по диализно лечение
  - Клиника по нервни болести
  - Клиника по кардиология
  - Отделение по вътрешни болести
  - Отделение по ендокринология и болести на обмяната
  - Отделение по гастроентерология
  - Отделение по пластично-възстановителна и естетична хирургия
  - Клиника по гръдна хирургия
  - Клиника по урология
  - Клиника по съдова хирургия
  - Отделение по ортопедия и травматология
  - Операционен блок
  - Отделение по акушерство и гинекология
  - Отделение по педиатрия
  - Спешно отделение
  - Отделение по Физикална и рехабилитационна медицина
  - Отделение по хирургия